# Кэмпбелл, Кончита
Кончи́та Эли́забет Кэ́мпбелл (англ. Conchita Elizabeth Campbell; род. 25 октября 1995, Ванкувер, Британская Колумбия) — канадская актриса.

## Биография
Кончита Элизабет Кэмпбелл родилась 25 октября 1995 года в Ванкувере, Канада.
Начала сниматься в кино в 2003 году. Известность приобрела благодаря роли Майи в телесериале «4400».
Четырежды номинировалась на премию «Молодой актёр»: в 2005, 2006 и 2007 году — за сериал «4400»; в 2008 году — за сериал «Сверхъестественное». С 2008 по 2012 год Кончита временно приостановила съемки в кино для продолжения учёбы в школе.
В 2013 году сыграла в 2 эпизодах сериала «Мотель Бейтса».

## Фильмография
| Год       |    | Русское название               | Оригинальное название          | Роль                |
| --------- | -- | ------------------------------ | ------------------------------ | ------------------- |
| 2003      | с  | Правое дело                    | Just Cause                     | Эбигейл/Эмма        |
| 2003      | тф | Дикие дни                      | Wilder Days                    | Лекси Морс          |
| 2004      | ф  | Охотник за головами            | Pursued                        | Элисон Китс         |
| 2004—2007 | с  | 4400                           | The 4400                       | Майя Ратлидж Скорис |
| 2005      | с  | Зикс: Второй уровень           | Zixx: Level Two                | Фрида               |
| 2005      | с  | Тайна нераскрытых преступлений | Cold Squad                     | юная Эйприл         |
| 2005      | ф  | Дворецкий Боб                  | Bob the Butler                 | баскетболистка      |
| 2006      | ф  | Очень страшное кино 4          | Scary Movie 4                  | Рэйчел              |
| 2007      | с  | Сверхъестественное             | Supernatural                   | Мэгги Томпсон       |
| 2013      | с  | Мотель Бейтса                  | Bates Motel                    | Кеннеди             |
| 2014      | ф  | Сидя на краю Марлен            | Sitting on the Edge of Marlene | Мэнди Моррис        |
| 2015      | тф | Идеальная пара                 | Perfect Match                  | Кейт                |
| 2018      | с  | Хороший доктор                 | The Good Doctor                | Сара Буэндиа        |
| 2020      | с  | Детектив Гурман                | Gourmet Detective              | Хизер               |